# Xuân Thới Sơn
Xuân Thới Sơn là một xã thuộc Thành phố Hồ Chí Minh, Việt Nam.
Xã Xuân Thới Sơn có diện tích 15,02 km², dân số năm 2021 là 36.123 người,  mật độ dân số đạt 2.404 người/km².